# 吴国璋
吳國璋（—1937年），中華民國軍人，官至中將。他為中日戰爭期間陣亡的中國軍方高級將領之一。

## 生平
吳國璋為中華民國國民革命軍高級將領，中日戰爭期間，隸屬國民革命軍75師，是為副師長。1937年11月26日陣亡於浙江湖州。